# 喜田陽
喜田 陽（きだ ひなた、2000年7月4日 - ）は、大阪府泉大津市出身のプロサッカー選手。Jリーグ・セレッソ大阪所属。ポジションはミッドフィールダー。

## 略歴

### クラブ
セレッソ大阪の下部組織で2017年にトップチームに2種登録されると、J3リーグのU-23チームにも出場した。6月28日、ルヴァンカップ・プレーオフのコンサドーレ札幌戦で途中出場からトップデビューを果たした。
2018年8月30日、C大阪とプロ契約を締結した事が発表された。同年12月22日、アビスパ福岡に期限付きで移籍することを発表した。活躍は無かった。
2020年、C大阪に復帰。9月16日、第25節のヴィッセル神戸戦で途中出場からJ1デビューを果たした。
その後もほとんど出場が無かったが、2023年、前半戦折り返しの第17節、首位・ヴィッセル神戸戦でシーズン初先発、香川真司とダブルボランチを組み、勝利に貢献、チームは優勝争いに食い込んだ。

### 代表
2017年10月、FIFA U-17ワールドカップのメンバーに選出。代表では本職のボランチだけでなく、サイドバックもこなしてユーティリティ性を発揮した。

## 所属クラブ
- 泉大津アルザスSC（泉大津市立浜小学校）
- セレッソ大阪U-12（泉大津市立浜小学校）
- 2013年 - 2015年 セレッソ大阪U-15
- 2016年 - 2018年8月 セレッソ大阪U-18（大阪学芸高等学校）
  - 2017年 - 2018年8月 セレッソ大阪（2種登録選手）
- 2018年8月 -  セレッソ大阪
  - 2019年 - 同年12月  アビスパ福岡（期限付き移籍）

## 個人成績
| 国内大会個人成績 | 国内大会個人成績 | 国内大会個人成績 | 国内大会個人成績 | 国内大会個人成績 | 国内大会個人成績 | 国内大会個人成績 | 国内大会個人成績 | 国内大会個人成績 | 国内大会個人成績 | 国内大会個人成績 | 国内大会個人成績 |
| 年度             | クラブ           | 背番号           | リーグ           | リーグ戦         | リーグ戦         | リーグ杯         | リーグ杯         | オープン杯       | オープン杯       | 期間通算         | 期間通算         |
| 年度             | クラブ           | 背番号           | リーグ           | 出場             | 得点             | 出場             | 得点             | 出場             | 得点             | 出場             | 得点             |
| 日本             | 日本             | 日本             | 日本             | リーグ戦         | リーグ戦         | リーグ杯         | リーグ杯         | 天皇杯           | 天皇杯           | 期間通算         | 期間通算         |
| ---------------- | ---------------- | ---------------- | ---------------- | ---------------- | ---------------- | ---------------- | ---------------- | ---------------- | ---------------- | ---------------- | ---------------- |
| 2017             | C大阪            | -                | J1               | 0                | 0                | 1                | 0                | 0                | 0                | 1                | 0                |
| 2018             | C大阪            | 57               | J1               | 0                | 0                | 0                | 0                | 0                | 0                | 0                | 0                |
| 2019             | 福岡             | 26               | J2               | 10               | 0                | -                | -                | 2                | 0                | 12               | 0                |
| 2020             | C大阪            | 30               | J1               | 1                | 0                | 0                | 0                | -                | -                | 0                | 0                |
| 2021             | C大阪            | 30               | J1               | 6                | 0                | 2                | 0                | 4                | 0                | 12               | 0                |
| 2022             | C大阪            | 5                | J1               | 1                | 0                | 1                | 0                | 1                | 0                | 3                | 0                |
| 2023             | C大阪            | 5                | J1               | 16               | 1                | 4                | 0                | 2                | 0                | 22               | 1                |
| 2024             | C大阪            | 5                | J1               | 9                | 0                | 0                | 0                | 0                | 0                | 9                | 0                |
| 通算             | 日本             | 日本             | J1               | 33               | 1                | 8                | 0                | 7                | 0                | 48               | 1                |
| 通算             | 日本             | 日本             | J2               | 10               | 0                | -                | -                | 2                | 0                | 12               | 0                |
| 総通算           | 総通算           | 総通算           | 総通算           | 43               | 1                | 8                | 0                | 9                | 0                | 60               | 0                |

| 2017   | C大23  | -      | J3     | 16 | 0 | 16 | 0 |
| 2018   | C大23  | 57     | J3     | 26 | 0 | 26 | 0 |
| 2020   | C大23  | 30     | J3     | 27 | 0 | 27 | 0 |
| 通算   | 日本   | 日本   | J3     | 69 | 0 | 69 | 0 |
| 総通算 | 総通算 | 総通算 | 総通算 | 69 | 0 | 69 | 0 |

- 2017年は2種登録選手

## タイトル

### クラブ
セレッソ大阪U-15
- 高円宮杯 JFA 全日本U-15サッカー選手権大会（2015年）

### 個人
- 日本クラブユースサッカー選手権(U-15)大会・大会優秀選手（2015年）

## 代表歴
- U-15日本代表
  - AFC U-16選手権・予選（2015年）
  - バル・ド・マルヌ U-16国際親善トーナメント(2015年)
- U-16日本代表
  - SPORT FOR TOMORROW　日本・中央アジアU-16サッカー交流大会（2016年）
  - U-16インターナショナルドリームカップ（2016年）
  - AFC U-16選手権（2016年）
- U-17日本代表
  - FIFA U-17ワールドカップ（2017年）
- U-18日本代表
  - 第24回リスボン国際トーナメントU-18（2018年）
  - SBSカップ 国際ユースサッカー（2018年）
- U-19日本代表
  - U-19 International Tournament "Copa del Atlantico"（2018年）
  - ブラジル遠征（2018年）
- U-20日本代表
  - 欧州遠征（2019年）
  - FIFA U-20ワールドカップ（2019年）